# Романья, Филиппо
Филиппо Романья (итал. Filippo Romagna; родился 26 мая 1997 года в Фано, Италия) — итальянский футболист, защитник клуба «Сассуоло», на правах аренды выступающий за «Реджану».

## Карьера
Родился в 1997 году и начал играть футбол в детской команде «Фанелла» в 2003 году. Позже присоединился к «Римини», а в 2011 году перешёл в юношеский состав «Ювентуса». В августе 2016 года был отдан в аренду в клуб «Новара», выступающий в Серии B, за который дебютировал 22 октября, выйдя на замену в домашнем матче против «Авеллино». 29 ноября Романья отыграл полный матч 4-го раунда Кубка Италии против «Кьево», завершившегося поражением «Новары» со счётом 0:3. Всего футболист в общей сложности сыграл за команду 5 матчей во всех турнирах. В январе 2017 года Романья был отдан в новую аренду в другой клуб Серии B — Брешию, сыграв до конца сезона ещё 14 матчей.
28 июля 2017 года Романья перешёл в «Кальяри», заключив с клубом пятилетний контракт. Сумма трансфера составила около 7,6 млн евро. Первый матч за новую команду футболист сыграл 17 сентября 2017 года, выйдя на замену в концовке матча Серии A против СПАЛ. В течение сезона Романья сыграл в 1 матче Кубка Италии и 23 матчах чемпионата, а его команда завершила сезон на 15-м месте.

## Карьера в сборной
Романья выступал за юношеские сборные Италии разных возрастов. В составе сборной до 19 лет Филиппо в 2016 году принял участие в юношеском чемпионате Европы. Будучи капитаном сборной, он отыграл на турнире 5 матчей, а Италия дошла до финала, в котором уступила Франции со счётом 0:4.
Летом 2017 года Романья в составе сборной Италии до 20 лет принял участие в молодёжном чемпионате мира. Защитник сыграл в 6 матчах своей команды из 7, пропустив первый матч группового этапа. Сборная Италии заняла на турнире третье место, проиграв в полуфинале Англии и победив в матче за третье место Уругвай.
1 сентября 2017 года Романья дебютировал в составе молодёжной сборной Италии, выйдя на замену во втором тайме товарищеского матча против Испании, закончившегося поражением итальянцев со счётом 0:3.

## Достижения
Сборная Италии
- Финалист юношеского чемпионата Европы 2016 года (до 19 лет)
- Бронзовый призёр молодёжного чемпионата мира 2017 года